# Cerro de Dhorm
El cerro de Dhorm es una elevación montañosa de los montes Sarawat ubicado en la región de Asir en Arabia Saudita . Se distingue por su naturaleza pintoresca y terrazas agrícolas. El cerro Dhorm también contiene varios monumentos históricos, incluido el cerro Luqman, que está situado al este de los pueblos de Dhorm, específicamente en la cima del cerro de Dhorm. 
Se dice que la montaña recibió su nombre debido a la presencia de la planta Dhorm, que es autóctona de la región. La montaña está ubicada en Balsamar en Rijal Al-Hajar en la provincia de Asir . Su valor histórico se ve realzado por la presencia del pico de Luqman que se destaca por sus frecuentes narrativas sobre la presencia de la tumba de Luqman, la presencia de inscripciones históricas, castillos y fortalezas a su alrededor, y su diversa vegetación . Está situado a una altitud de más de 2200 metros sobre el nivel del mar . 

## Localización geográfica
Está situado en una ubicación precisa al noreste con respecto a la ciudad de Muhayil, situada dentro de la región de Asir de Arabia Saudita, y sigue el centro de Tihama Balsamar. Se considera un elemento fundamental de los montes de Sarawat, que abarca las tierras altas occidentales de la península Arábiga. Se extiende desde Yemen hacia el Hejaz y finalmente llega al Golfo de Aqaba en el norte. La montaña limita al sur con la quebrada de Thamran y el monte de Hada, al norte con la quebrada de  Al-Ghayl y el monte de Barkuk, y al este con la quebrada de Natan y las estribaciones de Sarat Al-Hajar, específicamente Sarwat Balsamar de los montes Sarawat . El límite occidental de la montaña está definido por la llanura, que está representada por el centro de Tihama Balsamar y su base en la ciudad de Khamis Mutair. 

## Clima y tiempo
El clima de montaña está sujeto a variaciones considerables debido a la influencia de factores topográficos. El clima en las tierras altas se caracteriza por un frío moderado a severo, mientras que las tierras bajas experimentan condiciones cálidas a calurosas con alta humedad y una alta probabilidad de precipitaciones durante todo el año. 

## Administración
Desde un punto de vista administrativo, la montaña se ubica dentro del ámbito del Centro Tihamah Balsamar, un centro fundamental dentro de la gobernación de Muhayil Asir . Situado al noroeste de la ciudad de Abha, sede administrativa y capital de la región de Asir, el centro está designado por el Real Decreto nº A/92, de 27 de agosto de 1412 AH. 

## Población
El cerro está habitado por las tribus Al Sa'ad de Balathma, Balsamar y las tribus Rijal al-Hajar de Azad. Estas tribus se dividen en dos grandes secciones: los Al-Sa'idi y las tribus Al Sa'idi y Al Garaa se dividen en cuatro y ocho secciones, respectivamente, que habitan aproximadamente entre cuarenta a cincuenta pueblos, respectivamente. La tribu Azd es una tribu árabe importante que pertenece a la rama Kahlan de la tribu Qahtaniyah de Sheba .  

## Pueblos principales

### Pueblo de Al-Sharaf
El sitio de este pueblo está situado en la cima del cerro y está rodeado al norte por el pueblo de Al-Ataba, al sur por el pico Luqman y el valle de Thamran, y al este por los valles de Thamran y Al-Nahab. 

### Pueblo de Al-Ataba
Los residentes de este lugar son miembros del clan Al-Saeedi. Sus coordenadas geográficas son las siguientes: al noreste de la montaña, limita al norte con la quebrada de al-Ghayl, al sur con el pueblo de al-Sharaf, al este con Sarwat Balsamar y al oeste con el pueblo de al- Qara. 

### Pueblo de Alhadab
Los habitantes de esta comunidad son miembros del clan de los Gharaa. Está situado en la zona central de la montaña, situado entre otros pueblos y sirviendo de cruce de caminos. 

### Pueblo de Al-Qarah
La zona está habitada por el clan de los Al-Saeedi. El pueblo está situado al norte del cerro y limita al norte con Wadi al-Ghayl, al sur con Wadi Falqa, al este con el pueblo de Al-Ataba y al oeste con Al-Sheikh. 

### Pueblo de Al-Qafeel
La población está formada por el clan de Al Gharaa. El pueblo está situado al pie de la montaña, en el lado sur. Limita al norte con el pueblo de Al-Maqraa, al sur con la quebrada de Thamran, al este con los pueblos de Alfy y Al-Rahwa, y al oeste con Khamis Mutair. 

### Pueblo de Zareab
Los residentes de este asentamiento son miembros del clan de Al Gharaa. Está situado en la ladera occidental de la montaña, con los pueblos de Al-Qarah y Al-Qurayyat al norte, Al-Rahwa al sur, Al-Sharaf al este y Al-Maqraa al oeste. 

### Pueblo Alfy
El pueblo está habitado por el clan de los Gharaa y está situado en el suroeste de la montaña. Limita al norte con el pueblo de Al-Rahwa, al sur con el pico Luqman y la quebrada de Thamran, al este con el pueblo de Al-Sharaf y al oeste con el pueblo de Al-Qafeel. 

### Pueblo de Doha
El pueblo está habitado por el clan de los Gharaa y está situada en una región septentrional, limitando al norte con el pueblo de Al-Qarah, al sur con el pueblo de Al-Zareab, al este con el pueblo de Al-Sharaf, y al oeste con el pueblo de Al-Fadia.

### Pueblo Rahwa
Los habitantes de esta comunidad son miembros del clan de los Gharaa. Está situado en la región central de la montaña, situado entre otros pueblos. Es un cruce de caminos, con el pueblo de Zareab al norte, el pueblo de Alfy al sur, el pueblo de Al-Sharaf al este y el pueblo de Al-Qafeel al oeste. 

### Pueblo de Dahyan
La población está formada por el clan de los Al-Saeedi. Está situado en la vertiente oriental de la montaña, con los siguientes límites, al norte, la quebrada de al-Ghayl, al este, la quebrada de Natan; al oeste, el pueblo de al-Ataba; y al sur, las alturas de Ba'dhi. 

### Pueblo Sadr
Los habitantes de Gharaa Al-Sharaf.

### Pueblo de Al-Khalaf
Los habitantes de Gharaa Al-Sharaf.

### Pueblo de Nabah
Los habitantes de Gharaa Al-Menefy.